# 電気ブラン

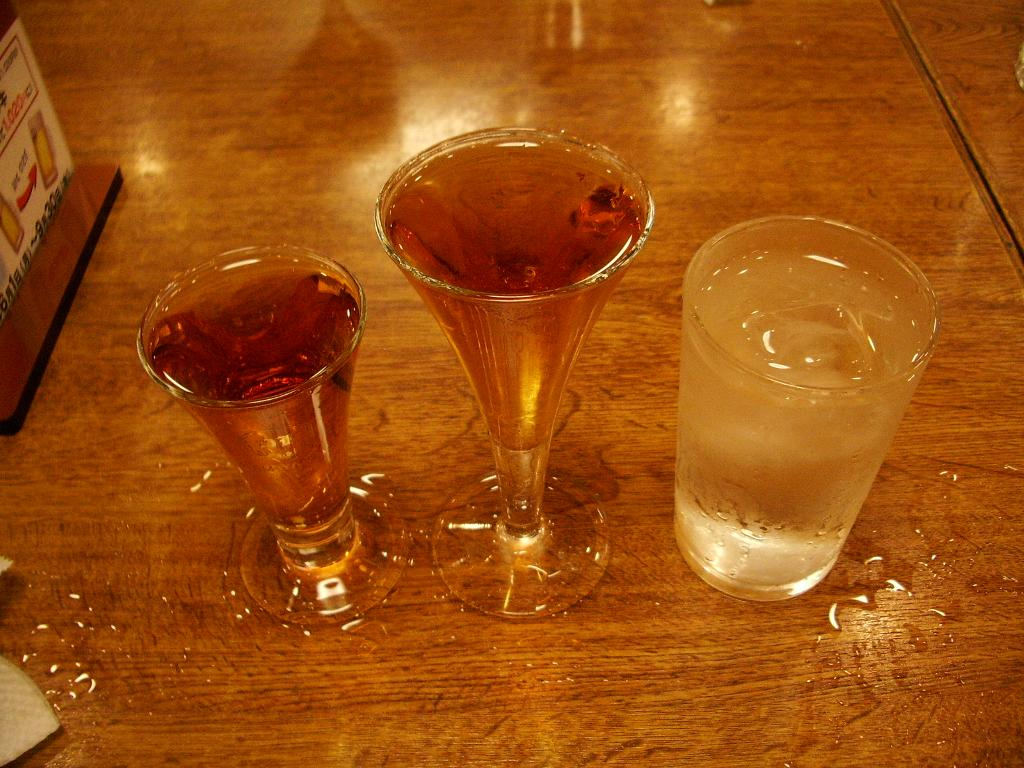
写真左から、デンキブラン、電氣ブラン〈オールド〉、水。（神谷バー店内で。2009年（平成21年）6月5日）

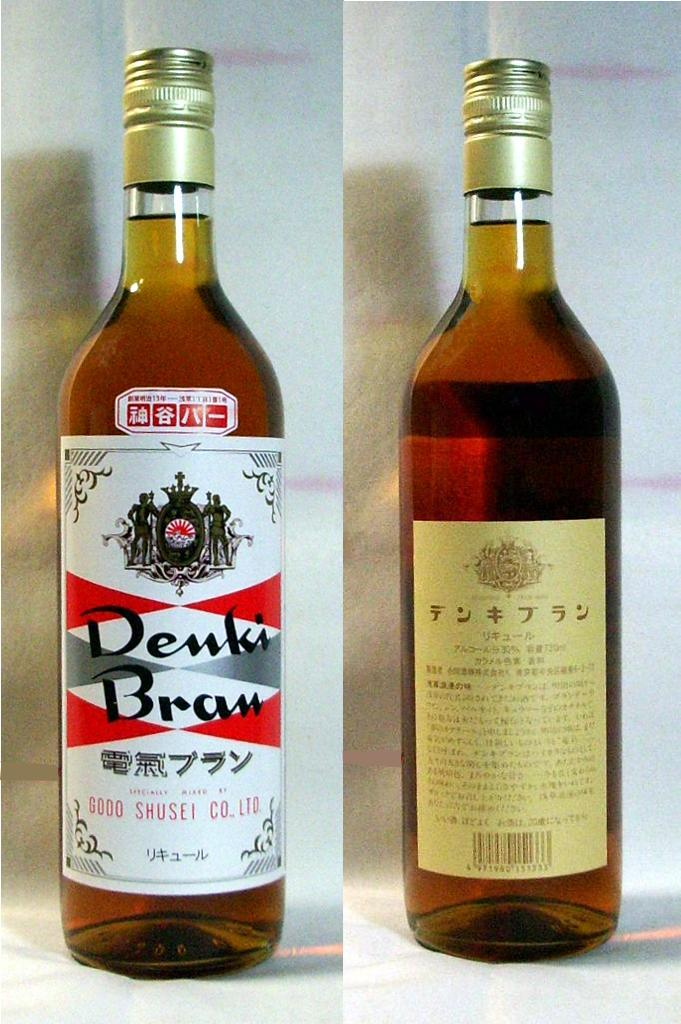
デンキブラン（アルコール30%）のボトル（720ml）。（2009年（平成21年）6月6日）

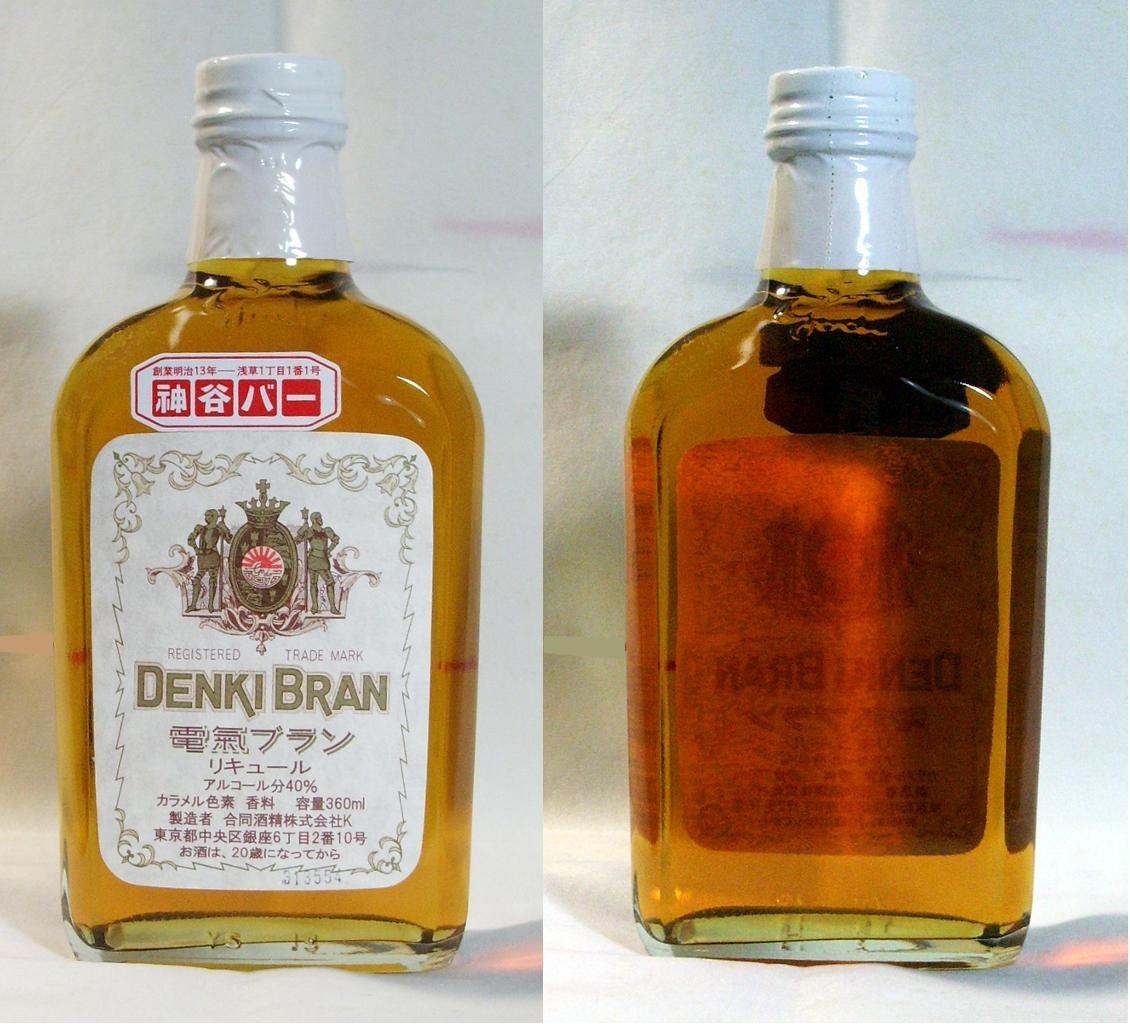
電氣ブラン〈オールド〉（アルコール40％）のボトル（360ml）。（2009年（平成21年）6月6日）

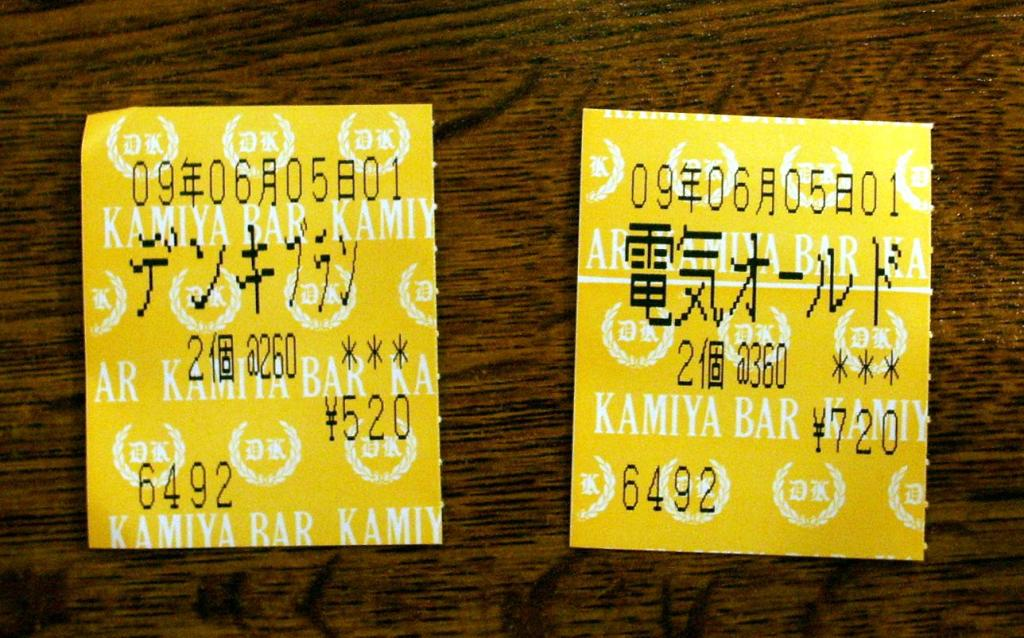
食券の半券は写真左から、デンキブラン、電氣ブラン〈オールド〉。（神谷バー店内で。2009年（平成21年）6月5日）

電気ブラン（でんきブラン）は、ブランデーをベースとし、ワインやジン、ベルモットなどをブレンドしたリキュール。
東京都台東区浅草の神谷バーの看板メニューである。

## 概要
当初は電気ブランのアルコール度数は45度だったが、現在は30度の「デンキブラン」と40度の「電気ブラン〈オールド〉」の2種類が販売されている。
神谷バーでは1杯70ミリリットルで提供されており、ビールをチェイサーにしてストレートで飲むのが神谷バーでの流儀とされる。電気ブランは甘く、アルコール度数が高いため、苦みのあるビールと一緒に飲むのがちょうどいいとされる。この飲み方は、もともと客の間で自然発生的に生まれたものであるが、神谷バーからも積極的に勧めるようになっている。

## 歴史と名称について
神谷バーの創業者である神谷傳兵衛は、1880年（明治13年）に浅草で「みかはや銘酒店」を開業して酒の一杯売りを始めた。電気ブランは1893年ころから発売されている。当時、「電気」とは文明開化の象徴として、舶来の目新しいものを「電気○○」と呼ぶ風潮があったことから、商品名として「電気ブラン」が採用されたとされる。この当時の日本には関税自主権がなく、酒税が適用される日本国内産の清酒よりも輸入酒精の方が安く入手できたため、輸入酒精をベースとしたブレンド酒が日本の都市部で大衆向けに販売されていた時期でもある。
みかはや銘酒店は1912年（明治45年）に改装し、屋号を「神谷バー」に改称し、電気ブランは神谷バーの看板メニューとなった。
神谷伝兵衛は電気ブランの発売後はワインの醸造に手を広げて実業家として成功する。
3代目の時代となる1960年に、電気ブランやワインなどの醸造部門は合同酒精と合併し、神谷家は神谷バーを運営する飲食業に専念して、電気ブランなどアルコール飲料の製造販売は合同酒精が手がけることになった。
合同酒精の持ち株会社であるオエノンホールディングスの発表では、2012年の電気ブランの出荷量は約200キロリットルで、売り上げとしては合同酒精全体からはごくわずかに過ぎず、常時、電気ブランを販売しているのは神谷バーの売店や浅草周辺の酒販店、通信販売に限られている。なお、ウイスキーハイボール人気に引っ張られる形で「レトロな酒」がブームになったこと、東京スカイツリー効果で浅草を訪れる観光客が増えたこともあって、2010年から2012年は2007年との比較で約1.4倍に出荷量は増えている。

## 作品・言及
- 太宰治は小説『人間失格』の中で、「酔いの早く発するのは、電気ブランの右に出るものはないと保証し、……」と書いている[1]。
- 井伏鱒二は短編小説「掛け持ち」の中で、登場人物に電気ブランを注文させ、「あんた、また電気ブランなの。あんた、安いものばかり注文するわね。」と語らせており、当時も現在も電気ブランは金持ちが飲む高級酒ではなく、手軽に酔える庶民の酒という認識がされていることがうかがえる[1]。
- 三浦哲郎の小説『忍ぶ川』では、登場人物の男女が浅草でデートする際に女から男へ、神谷バーへ行き、女は葡萄酒、男は電気ブランで乾杯することを持ち掛けている[1]。

### 偽電気ブラン
森見登美彦は複数の自作にて「電気ブランを真似て作られた」とされる偽電気ブラン（にせでんきブラン）をたびたび登場させている。
- 小説『有頂天家族』には「夷川家がこっそりと工場で製造している」として登場しており、小説をアニメ化した『有頂天家族2』では映像化されている[3]。
- 小説『夜は短し歩けよ乙女』では偽電気ブランの味を「口に含むと花が咲き」「お腹の中で小さな温かみに変わり」「まるでお腹の中がお花畑になっていくよう」と表現している[4]。

森見登美彦も常連客の1人であるという「BARノスタルジア」（京都市）では、実際に偽電気ブランを提供している（2024年時点）。
偽電気ブランのほうもレシピは明らかにされていないが、以下のような再現レシピがある。
レシピ
- イエーガーマイスター - 100cc
- ホワイトラム - 40cc
- レモン果汁 - 1tsp
- ミネラルウォーター - 60cc

作り方
1. 氷を入れたグラスにイエーガーマイスター、ホライトラム、レモン果汁、ミレラルウォーターの順に注ぎ、軽くステアする。